# Buenos Aires-i főegyházmegye
A Buenos Aires-i főegyházmegye (latinul: Archidioecesis Bonaërensis, spanyolul: Arquidiócesis de Buenos Aires) a római katolikus egyház egyik argentínai főegyházmegyéje, Buenos Aires székhellyel.
Jelenlegi érseke: Jorge Ignacio García Cuerva. 

## Szervezet

### A főegyházmegyében szolgálatot teljesítő püspökök
- Érseke: Jorge Ignacio García Cuerva
- nyugalmazott érseke: Mario Aurelio Poli bíboros
- Segédpüspökök: Joaquín Mariano Sucunza
Enrique Eguía Seguí
Alejandro Daniel Giorgi
Ernesto Giobando S.J.
José María Baliña
Gustavo Oscar Carrara

## Szuffragáneus egyházmegyék
- Avellaneda–Lanús
- Gregorio de Laferrere
- Lomas de Zamora
- Morón
- Quilmes
- San Charbel en Buenos Aires (maronita)
- San Isidro
- San Justo
- San Martín
- San Miguel
- Santa María del Patrocinio en Buenos Aires (ukrán-bizánci)

## Szomszédos egyházmegyék
- San Justó-i egyházmegye (délnyugat)
- San Martín-i egyházmegye (nyugat)
- San Isidró-i egyházmegye (északnyugat)
- Mercedesi egyházmegye (északkelet)
- Avellaneda-Lanús-i egyházmegye (délkelet)
- Lomas de Zamora-i egyházmegye (dél)